# Frenesí
Frenesí (títol original en anglès: Frenzy) és una pel·lícula britànica de 1972 dirigida per Alfred Hitchcock. El guió d'Anthony Shaffer està basat en la novel·la d'Arthur La Bern Goodbye Piccadilly, Farewell Leicester Square. La pel·lícula va estar nominada a quatre Globus d'Or: millors director, pel·lícula dramàtica, guió i banda sonora original. Ha estat doblada i subtitulada al català.

## Argument
En el Londres de la dècada del 1970, un criminal sexual conegut amb el nom de l'"assassí de la corbata" té en escac a la policia. Richard Blaney és acomiadat del bar en el qual treballa, a causa que l'amo, Felix Forsythe, l'acusa d'haver robat licors del bar. Richard va a veure el seu amic Robert Rusk, l'amo d'un negoci de fruites i verdures molt conegut, i després visita la seva exdona, Brenda Blaney, amb la qual surt a sopar i tenen una gran discussió en el restaurant.
L'endemà acut a l'oficina de la senyora Blaney un tipus que intenta violar-la i finalment l'escanya. Pocs minuts després que l'assassí abandoni el lloc del crim, Richard arriba l'oficina i, en no trobar resposta, se'n va, però és vist per la secretària de la seva exdona. Richard és acusat del crim i empresonat.
Mentrestant, l'assassí puja un pesat sac en un vehicle de càrrega; més tard s'adona que ha perdut la seva agulla de corbata i suposa que està amb el cadàver de la seva víctima. Torna al vehicle de càrrega, però aquest ja ha abandonat la ciutat. L'assassí aconsegueix localitzar el vehicle i el sac, que contenia el cadàver d'una dona. Examinant la mà de la víctima veu la seva agulla, però la rigidesa cadavèrica l'obliga a usar la fora per tal de recuperar-la.
El cas de Richard és dut per l'inspector Oxford, que no està convençut de la culpabilitat del detingut. En converses amb la seva esposa, que l'utilitza per a experimentar les seves receptes de menjar francès, ella sense saber-ho el va guiant a la solució.
Richard aconsegueix escapar de la presó i es dirigeix a l'apartament del seu amic Robert Rusk, on troba la porta sense el forrellat passat. Creient que Rusk estava dormint en el seu llit, Richard agafa una barra de ferro i colpeja violentament el cos dorment. Arriba l'inspector Oxford a l'apartament i sorprèn Richard que, al seu torn, està sorprès en veure que el cos que havia copejat pertanyia a una dona ja morta. Intenta donar una explicació, però l'inspector emmudeix: tots dos escolten sorolls en el passadís i l'inspector s'oculta rere la porta. Richard roman al costat del llit i Rusk, l'assassí, entra a l'apartament arrossegant un bagul, on pensava col·locar la seva víctima.
Finalment, l'inspector Oxford el deté, davant les clares circumstàncies de la seva culpabilitat en tots els crims anteriors.

## Repartiment
Els principals intèrprets i papers són:
- Jon Finch: Richard Ian Blaney
- Alec McCowen: Inspector Cap Oxford
- Barry Foster: Robert Rusk
- Billie Whitelaw: Hetty Porter
- Anna Massey: Babs Milligan
- Barbara Leigh-Hunt: Brenda Margaret Blaney
- Bernard Cribbins: Felix Forsythe
- Vivien Merchant: Sra. Oxford
- Michael Bates: Sargent Spearman
- Jean Marsh: Monica Barling

## Localitzacions
La pel·lícula està rodada a Londres, i inclou localitzacions com el riu Tàmesi, el pub The Globe, el pub The Nell of Old Drury, l'Hotel Hilton Hyde Park -que aleshores es deia Coburg Hotel- i l'edifici que hi ha al número 31 d'Ennismore Gardens Mews i que és on viu Brenda.